# Pedro Pico y Pico Vena
Pedro Pico y Pico Vena és una sèrie de còmics d'una pàgina creada per Carlos Azagra per a la revista setmanal El Jueves el 1984. És protagonitzada per un punk i un skinhead.